# ウードクシー・バブール
ウードクシー・バブール（Eudoxie Firminie Baboul、1901年10月1日 - 2016年7月1日）は、かつてフランス領ギアナ・カイエンヌに在住した長寿の女性。存命中はエンマ・モラーノ、ヴァイオレット・ブラウン、田島ナビ、都千代に次ぐ世界で5番目に高齢の人物であった。またギアナの歴代最高齢記録保持者であり、死去時にはフランス人としてジャンヌ・カルマン、マリー・ブレモンに次ぐ歴代3番目の長寿者であった。
1901年10月1日、ギアナにて生まれる。自身は1901年9月30日生まれと主張しておりメディアなどで広く報道されていたが、後に1日後の日付である1901年10月1日生まれであることが判明した。バブールには3人の孫、17人のひ孫がいた。2010年9月にはギアナ最高齢者となった。2011年からは50代の孫と生活しており、2013年の時点では寝たきりの状態になっていた。2016年7月1日、114歳274日で死去。